# Bärenmädchen von Krupina
Das Bärenmädchen von Krupina (von Karpfen, oder teilweise auch von Fraumark) war ein wildes Mädchen aus dem damals noch ungarischen Krupina, das 1767 in den Bergen des Komitats Hont entdeckt wurde. Der lange Zeit gebräuchliche, wissenschaftliche Begriff für ihre Erscheinung lautete Puella Karpfensis als Untertyp des von Carl von Linné definierten Homo Ferus (lat.: „Wilder Mensch“).
Im Jahr 1767 verfolgten Einwohner der ungarischen Gespanschaft Hont in den Bergen einen Bären. Dabei gelangten sie zu einer Höhle und fanden dort ein nacktes, wildes Mädchen. Die etwa 18 Jahre alte Frau mit brauner Haut war groß, wirkte verängstigt und hatte ein grobes Verhalten.
Man zerrte sie gewaltsam aus der Höhle und brachte sie nach Krupina, einen kleinen Ort in der Gespanschaft Komitat Sohl. Dort wurde sie in ein Irrenhaus gesperrt. Das Bärenmädchen ernährte sich ausschließlich von rohem Fleisch, wie auch andere Wolfskinder.